# The Seed
 (mars 2025).
 (mars 2025).
Motif : Absence de sources secondaires pour ce court-métrage
- Archive Wikiwix
- Bing
- Cairn
- DuckDuckGo
- E. Universalis
- Gallica
- Google
- G. Books
- G. News
- G. Scholar
- Persée
- Qwant
- (zh) Baidu
- (ru) Yandex
- (wd) trouver des œuvres sur Wikidata

| 1. | Préciser le motif de la pose du bandeau. | Précisez le motif de la pose du bandeau en utilisant la syntaxe suivante : {{admissibilité à vérifier\|date=juillet 2025\|motif=remplacez ce texte par le motif}}             |
| 2. | Informer les utilisateurs concernés.     | Pensez à avertir le créateur de l'article, par exemple, en insérant le code ci-dessous sur sa page de discussion : {{subst:avertissement admissibilité à vérifier\|The Seed}} |

Pour plus de détails, voir Fiche technique et Distribution.
The Seed est un court-métrage réalisé par Joseph Hahn (DJ de Linkin Park). Il est sorti le 3 avril 2008 en téléchargement sur Itunes.

## Distribution
- Will Yun Lee
- Peter Mensah

## Synopsis
Sung (Will Yun Lee) est un vétéran sans-abri devenant fou sur les rives de Los Angeles. Poursuivi par des forces invisibles, combattant des ennemis invisibles, Sung est considéré comme un "fou". Mais comme sa guerre imaginaire le poursuit, sous les ponts et dans le tunnel, nous entrons de plus en plus profondément dans le cauchemar et l'esprit de Sung. Dans une conspiration cauchemardesque, camouflée sous une guerre invisible du gouvernement. Sung combat ce qui est visible pour lui, bien qu'invisible dans le monde autour de lui. Normalement, une personne comme celle-ci est perçue comme folle. Au-delà de ce que nous pouvons voir, au-delà de ce que nous ne voulons pas, se trouve ... la graine.

## Musiques
Les musiques du court-métrage ont été réalisées par Joseph Hahn. Tandis que la musique du générique de fin est There They Go de Fort Minor.